# Waxahachie
La ville de Waxahachie (en anglais [ˌwɒksəˈhætʃi]) est le siège du comté d’Ellis, dans l’État du Texas, aux États-Unis. Le recensement de 2010 indiquait une population de 29 621 habitants.

## Histoire
La ville est fondée en 1850, la même année que le comté. Son nom signifie « crique de la vache » ou « crique du bison » dans une langue amérindienne.
Le Superconducting Super Collider, un accélérateur de particules dont le projet a été abandonné par le Congrès en 1993, aurait dû être implanté à Waxahachie.

## Dans la fiction
La série télévisée Walker, Texas Ranger, avec Chuck Norris, a été filmée à Waxahachie.

## Personnalités liées à la ville
La ville a vu naître le champion olympique Morris Kirksey, le golfeur Byron Nelson en 1912 et le réalisateur Robert Benton en 1932.

## Source
- (en) Cet article est partiellement ou en totalité issu de l’article de Wikipédia en anglais intitulé « Waxahachie, Texas » (voir la liste des auteurs).